# Girolamo Macchietti

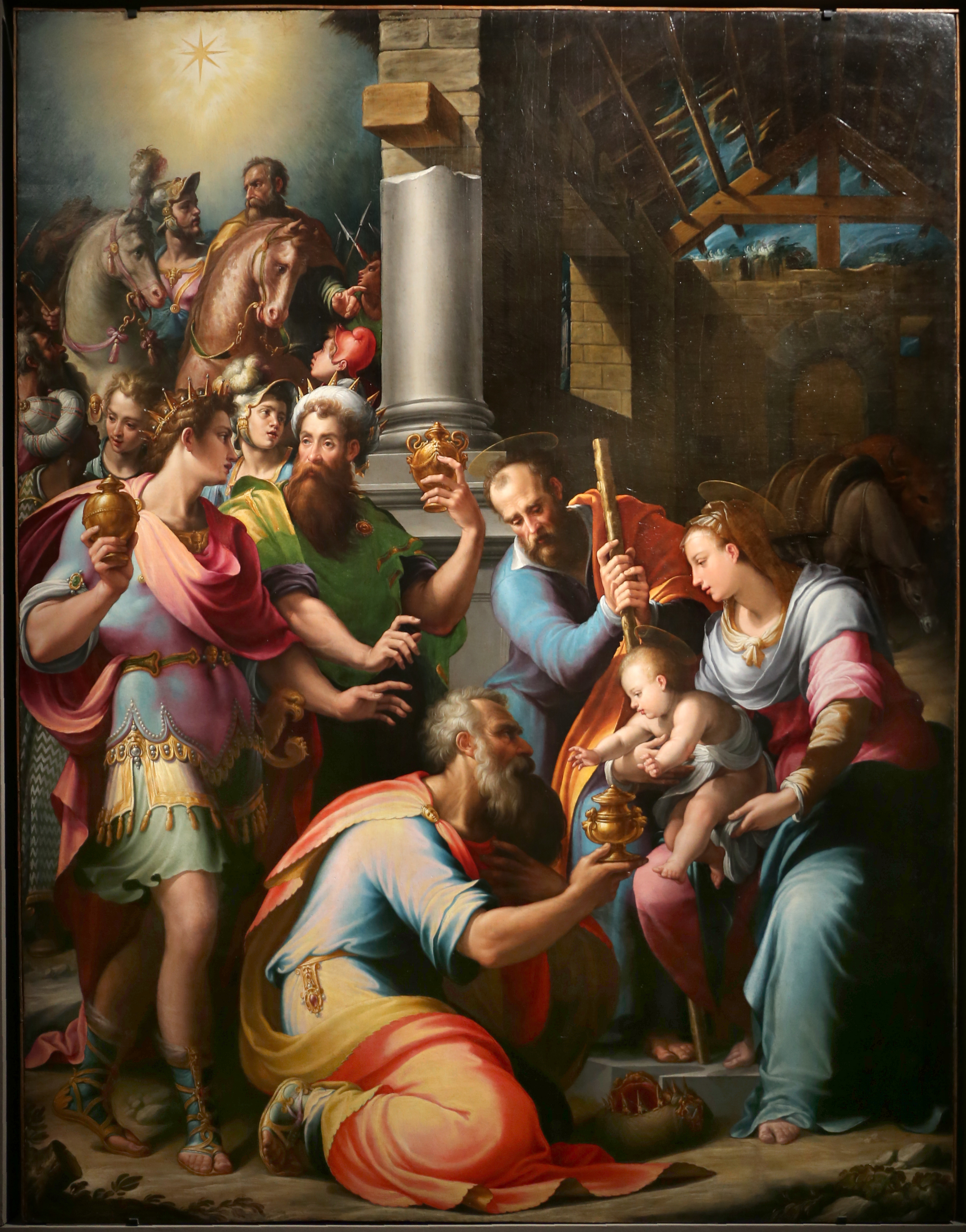
Anbetung der Könige

Girolamo Macchietti, genannt del Crocefissiaio, (* 1535 in Florenz; † 1592 ebenda) war ein florentinischer Maler. Sein Werk ist dem Manierismus zuzuordnen.

## Leben
Macchietti war Schüler von Michaele Tosinio, dann Gehilfe von Giorgio Vasari bei der Ausmalung des Palazzo Vecchio. Danach setzte er seine Ausbildung in Rom fort. Seit ca. 1565 war er in Florenz selbständig tätig als Maler von Porträts und Altarbildern.
Um 1570 ist er in Neapel nachzuweisen, über einen Aufenthalt in Spanien fehlen verlässliche Informationen.

## Werke (Auszug)
- Anbetung der Könige; Florenz, S. Lorenzo.
- Das Martyrium des heiligen Laurentius; Florenz, S. M. Novella.
- Die Bäder von Pozzuoli; Florenz, Palazzo Vecchio.
- Medea und Jason; Florenz, Palazzo Vecchio.
- Selbstbildnis; Florenz, Uffizien.